# Central European Hockey League
Die Central European Hockey League, bis 2024 BeNe League, ist die 2015 gegründete gemeinsame höchste Eishockeyliga Belgiens und der Niederlande. mit dem
Beitritt zweier deutscher Teams am Spielbetrieb der Saison 2023/24 wurde aus der BeNe League die Central European Hockey League. Diese ist nicht zu verwechseln mit der International Central European Hockey League, dem Zusatznamen der Österreichischen Eishockey-Liga.

## Geschichte
Die Liga wurde 2015 gemeinsam vom belgischen und niederländischen Eishockeyverband gegründet und löst die belgische bzw. niederländische Ehrendivision als höchste Liga des jeweiligen Landes ab. Zuvor hatten bereits einzelne belgische Clubs in der niederländischen Eredivise mitgespielt. Für die erste Saison konnten sich alle Mannschaften der belgischen und der niederländischen Eredivise sowie die Mannschaften der niederländischen Eerste divisie bewerben.
Im Mai 2017 kündigte der niederländische Eishockeyverband NIJB die Zusammenarbeit in der BeNeLeague auf, revidierte die Entscheidung im Juni 2017 aber wieder. 2019 wurde parallel zu BeNe League der Inter Regio Cup mit deutschen Regionalligisten ausgetragen. Aufgrund der Zuschauerbeschränkungen in Folge der COVID-19-Pandemie wurde die Spielzeit 2020/21 abgesagt. 2024 wurde die Liga in Central European Hockey League umbenannt.
Seit der Saison 2023/24 nehmen auch die deutschen Vereine EHC Neuwied sowie EG Diez-Limburg an der Central European Hockey League teil. Vorausgegangen war der Beschluss der nordrhein-westfälischen Vereinen der Regionalliga West, keine Mannschaften außerhalb NRWs zum Spielbetrieb der Regionalliga West mehr zuzulassen. Zur Saison 2025/26 lässt der EHV NRW wieder Vereine außerhalb des Landes an der Regionalliga West teilnehmen. Die EG Diez-Limburg tritt nun wieder dort an, während Neuwied in der CEHL bleibt.

## Teilnehmer und Modus
Für die erste Saison bewarben sich 18 Clubs. Die Utrecht Dragons zogen ihre Bewerbung jedoch zurück, GIJS Groningen zog sich kurz vor Saisonbeginn zurück. Die verbliebenen 16 Mannschaften wurden in zwei Gruppen A und B eingeteilt, so dass jede Mannschaft ein Heim- und ein Auswärtsspiel gegen die Clubs derselben Gruppe und jeweils ein Spiel gegen die Mannschaften der anderen Gruppe spielte. In der zweiten Saison verringerte sich die Anzahl der Mannschaften auf 14. Diese wurden ebenfalls wieder in zwei Gruppen eingeteilt. Seit der Saison 2017/18 wird in einer eingleisigen Meisterschaft ohne Gruppen gespielt. Die Teams spielen jeweils ein Heim- und ein Auswärtsspiel gegen die anderen Teilnehmer und die besten acht Mannschaften der regulären Saison spielen in den Play-offs den Meister heraus.
Teilnehmer und Gruppeneinteilung
| Land        | Club                        | 2015/16 | 2016/17 | 2017/18 | 2018/19 | 2019/20 * | 2021/22 | 2022/23 | 2023/24 | 2024/25 | 2025/26 |
| ----------- | --------------------------- | ------- | ------- | ------- | ------- | --------- | ------- | ------- | ------- | ------- | ------- |
| Belgien     | Phantoms Antwerp            | 7       | 6       | 10      | 11      | 10        | –       | –       | –       | –       | –       |
| Belgien     | Olympia Heist op den Berg   | 7       | –       | –       | –       | –         | –       | –       | –       | –       | –       |
| Belgien     | HYC Herentals               | M       | HF      | VF      | M       | HF        | HF      | HF      | VF      | VF      |         |
| Belgien     | Chiefs Leuven               | 5       | 5       | VF      | VF      | VF        | VF      | VF      | VF      | VF      |         |
| Belgien     | Bulldogs de Liège           | VF      | HF      | HF      | HF      | VF        | F       | M       | M       | VF      |         |
| Belgien     | Golden Sharks Mechelen      | –       | –       | –       | 10      | VF        | VF      | VF      | 9       | 9       |         |
| Belgien     | Turnhout Tigers             | 6       | –       | –       | –       | –         | –       | –       | –       | –       | –       |
| Niederlande | Amstel Tijgers Amsterdam    | VF      | VF      | VF      | 9       | –         | –       | –       | –       | –       | –       |
| Niederlande | Hijs Hokij Den Haag         | HF      | F       | M       | VF      | HF        | HF      | HF      | HF      | HF      |         |
| Niederlande | Dordrecht Lions             | 8       | –       | –       | –       | –         | –       | –       | –       | –       | –       |
| Niederlande | Eindhoven Kemphanen         | 6       | VF      | 9       | –       | –         | –       | –       | –       | –       | –       |
| Niederlande | GIJS Bears Groningen        | †       | 6       | –       | –       | –         | –       | –       | –       | –       | –       |
| Niederlande | Heerenveen Flyers           | F       | M       | F       | F       | HF        | M       | F       | VF      | VF      |         |
| Niederlande | Red Eagles 's-Hertogenbosch | 8       | 7       | 13      | –       | –         | –       | –       | –       | –       | –       |
| Niederlande | Limburg Eaters              | HF      | VF      | VF      | HF      | VF        | VF      | VF      | VF      | F       |         |
| Niederlande | Nijmegen Devils             | VF      | 7       | HF      | VF      | HF        | –       | –       | –       | –       | –       |
| Niederlande | Tilburg Trappers II         | VF      | 5       | 12      | 12      | 11        | –       | –       | –       | –       | –       |
| Niederlande | Zoetermeer Panters          | 5       | VF      | 11      | VF      | 9         | VF      | VF      | –       | –       | –       |
| Deutschland | EG Diez-Limburg             | –       | –       | –       | –       | –         | –       | –       | HF      | HF      | –       |
| Deutschland | EHC Neuwied                 | –       | –       | –       | –       | –         | –       | –       | F       | M       |         |

M, F, HF, VF: Meister, Finalist, Halbfinalist, Viertelfinalist

5, 6, 7 ...: Platzierung in der Hauptrunde bzw. Hauptrunden-Gruppe (2015–17)

## Siegerliste
- 2015/16:  HYC Herentals
- 2016/17:  Heerenveen Flyers
- 2017/18:  Hijs Hokij Den Haag
- 2018/19:  HYC Herentals
- 2019/20: Meisterschaft abgebrochen
- 2020/21: Saison entfallen
- 2021/22:  Heerenveen Flyers
- 2022/23:  Bulldogs de Liège
- 2023/24:  Bulldogs de Liège
- 2024/25:  EHC Neuwied